# سید کرمانی
سید مجتبی حسین کرمانی (به انگلیسی: Syed Kirmani ؛ متولد ۲۹ دسامبر ۱۹۴۹) بازیکن کریکت اهل هند و کارناتاکا است که در پُست ویکت‌بان بازی می‌کرد. در ۱۹۸۲ نشان پادما شری را دریافت کرد و در سال ۲۰۱۶ هم از یک عمر دستاوردهایش در کریکت هندوستان، از وی تقدیر به عمل آمد.